# جوي لوملي
جوي لوملي (بالإنجليزية: Joe Lumley)‏ (15 فبراير 1995 بهارلو في المملكة المتحدة - ) هو لاعب كرة قدم بريطاني في مركز حراسة المرمى. لعب مع ستيفيناغ بوروه وكوينز بارك رينجرز ونادي أكرينغتون ستانلي وبيشوب ستورتفورد ونادي موركامب.

## وصلات خارجية
- جوي لوملي على موقع قاعدة بيانات كرة القدم.إي يو (الإنجليزية)
- جوي لوملي على موقع Soccerbase.com (لاعب) (الإنجليزية)
- جوي لوملي على موقع Soccerway.com (الإنجليزية)
- جوي لوملي على موقع عالم كرة القدم.نت (الإنجليزية)